# Jutiapa (Atlántida)
Pour les articles homonymes, voir Jutiapa.
Jutiapa est une municipalité du Honduras, située dans le département d'Atlántida. Elle est fondée le 1er juin 1923.

## Crédit d'auteurs
- (en) Cet article est partiellement ou en totalité issu de l’article de Wikipédia en anglais intitulé « Jutiapa, Atlántida » (voir la liste des auteurs).